# Gerry Schwartz
Gerald W. Schwartz (nacido 1941) es el fundador, presidente y CEO de Onex Corporation. Schwartz Tiene un valor neto de US$1.5 mil millones de dólares, según Forbes.

## Primeros años y carrera
Schwartz Nació en Winnipeg, Manitoba. Graduado en Kelvin Instituto en Winnipeg. Recibió su B.A. Y LL.B. grados de la Universidad de Manitoba, donde se convirtió en un hermano activo de la Fraternidad Sigma Alpha Mu. Más tarde recibió un MBA de la Universidad de Harvard en 1970.
En la década de 1970, Schwartz trabajó en Bear Stearns, donde fue asesorado por Jerome Kohlberg, Jr., quien más tarde se convirtió en socio fundador de Kohlberg Kravis Roberts. Schwartz dejó Bear Stearns en 1977, regresando a Canadá. Junto con Izzy Asper, Schwartz cofundó CanWest Global Communications en 1977.
En 1983, Schwartz fundó Onex Corporation. Sirviendo como CEO y accionista mayoritario, Schwartz convirtió a la compañía en una de las más grandes de Canadá.
Schwartz ha sido director de Scotiabank desde 1999. En 2015, el patrimonio neto de Schwartz se estimó en $1.78 mil millones, lo que lo convierte en la 26ª persona más rica de Canadá. A partir de 2015, fue el CEO mejor pagado de Canadá.

## Vida personal
En 1982, Schwartz se casó con Heather Reisman, directora ejecutiva de Indigo Books and Music. Schwartz tiene dos hijos de su primer matrimonio y dos hijastros de su matrimonio con Heather Reisman. La pareja es miembro de la sinagoga de la Reforma, el Templo Holy Blossom en Toronto. Schwartz y Reisman son dueños de la casa más cara de Toronto, valorada en $28 millones.

### Reconocimiento
La Escuela de Negocios Gerald Schwartz de la Universidad St. Francis Xavier fue nombrada en su honor en reconocimiento a sus donaciones a la universidad. En 2005, se le otorgó el premio a la Trayectoria en la Vida de Ontario de Ernst & Young Entrepreneur Of The Year 2005. En 2006, fue nombrado Oficial de la Orden de Canadá.

### Filantropía
Las medallas de oro, plata y bronce para la mejor posición académica en el programa JD / MBA de la Facultad de Derecho de la Universidad de Toronto y la Escuela de Administración Rotman llevan el nombre de Schwartz.
En 2005, él y Reisman comenzaron un programa de becas para soldados solitarios de las FDI llamado Fundación Heseg. En 2006, hizo una donación a la Universidad de Waterloo para un programa de intercambio entre la Universidad de Waterloo y la Universidad de Haifa.
El Hospital Mount Sinai anunció en diciembre de 2013 que una donación de $15 millones de Schwartz y Reisman se utilizaría para "remodelar la medicina de emergencia" en la instalación.
La Fundación Gerald Schwartz y Heather Reisman donaron $5.3 millones a la Universidad St. Francis Xavier en Antigonish, Nueva Escocia, a fines de 2018 para crear becas y aumentar el reclutamiento de estudiantes de negocios.
En marzo de 2019, la Universidad de Toronto anunció que Schwartz y Reisman le estaban dando a la universidad $100 millones para construir un centro de innovación de 750 000pies cuadrados a través de la Fundación Gerald Schwartz y Heather Reisman. Según Reisman, el Centro de Innovación Schwartz Reisman se utilizará para mejorar la tecnología, en particular la inteligencia artificial, y cómo el público puede relacionarse con ella. Una de las dos torres albergará el Instituto de Tecnología y Sociedad Schwartz Reisman y el Instituto Vectorial de Inteligencia Artificial, mientras que la otra incluirá laboratorios de investigación en medicina regenerativa, genética y medicina de precisión.